# Thượng Yên Công
Thượng Yên Công là một xã thuộc thành phố Uông Bí, tỉnh Quảng Ninh, Việt Nam.
Xã nằm ở phía tây bắc thành phố Uông Bí, có trí địa lý:
- Phía đông giáp phường Vàng Danh
- Phía nam giáp các phường Phương Đông, Quang Trung và Thanh Sơn
- Phía tây giáp thành phố Đông Triều
- Phía bắc giáp tỉnh Bắc Giang.

Xã Thượng Yên Công có diện tích 67,5 km², dân số năm 1999 là 4.323 người, mật độ dân số đạt 64 người/km².